# Сентеш
Сентеш (мађ. Szentes) град је у Мађарској. Сентеш је трећи по величини град у оквиру жупаније Чонград-Чанад.
Град има 29.444 становника према подацима из 2008. године.

## Географија
Град Сентеш се налази у јужном делу Мађарске. Од првог већег града, Сегедина, град је удаљен око 50 km северно. Град се налази у средишњем делу Панонске низије, на реци Тиси.

## Историја
У Сентешу се 1837. године одржавају три годишња вашара: 24. априла, 22. јуна и 21. септембра. У Сентешу је 1867. године товарена лађа „Ђула” власника Копача, са 6102 мерова жита. Товар који је вршио трговац Хајдук ишао је за Сисак, реком Савом.
Грци трговци „из Македоније” нису под царицом Маријом Терезијом, могли да носе зарађени новац у завичај. Понуђено им је да се населе у Угарској, где су у 18. веку на пример у Сентешу и Кечкемету, своје православне цркве подигли. Грчка православна црквена општина у Сентешу, је приликом канонске поделе 1868. године пришла Румунима, и ушла у састав Румунске митрополије. Ту је 1893. године крштен Милош Црњански, славни српски писац.
Сентешка општина је била дужна Текелијином фонду 6300 ф. али вратила је 1874. године без судског спора.

## Становништво
По процени из 2017. у граду је живело 27.266 становника.
| 1990.  | 2001.  | 2011.  | 2017.  |
| ------ | ------ | ------ | ------ |
| 32.891 | 31.638 | 28.509 | 27.266 |

## Срби у Сентешу
По државном шематизму православног клира у Угарској, из 1846. године у Сентешу је било равно 500 православних житеља. Парохија се налази у Арадском протопрезвирату, Арадске епархије. Ту су припадале и бројне парохијске филијале околних мањих места: Оросхаз, Сарваш, Сенаш, Магоц, Банфалу, Кун Сент Мартон, Чибахаза, Чонград и Чипа. Православно парохијско звање је основано и црквене матрикуле се воде од 1786. године. У месту је 1846. године православна црква посвећена Св. Николи, а порох је Румун, поп Мојса Грошеско.
Претплатник Арнотове „Српске новине”, које су излазиле у Пешти 1838. године био је Павел Јанковић из Сентеша.
Постоји народна школа 1846/1847. године коју похађа осам ученика, а учи их Јован Рено учитељ. У Сентешу постоји 1846. године при цркви и „Фондација за васпитање сиромашне деце”, коју су установили месни парохијани: Јован Хаџи, Коста Хаџи, Јован Ђурица, Емануил Хариш, Коста Кало, Георгије Кало, Михаил Џамбал, Бајче Хариш, Димитрије Пап, Јован Рожа, Димитрије Хаџи, Еварија Жижић и Никола Серхатли - све трговци у Сентешу. У храму Св. Николе се данас налази један надгробни споменик и епитаф исписан на грчком језику.
Светозар Стеван Давидовић је био последње 33 године живота, српски православни „душепочитељ” (парох) у Сентешу. Умро је 1891. године у 71. години живота. У некрологу се каже: „чувајући искру православља у средини туђинства” радећи у Сентешу. Претходно је био капелан 16 година уз свог оца Петра, у Вашархељу. Изабран је 1891. године Обрад Давидовић из Сентеша за капелана у Панчеву.
Ту је у православној цркви 1893. године крштен Милош Црњански, славни српски писац.
По српском извору из 1905. године место Сентеш је у Чонградској жупанији. Ту има 227 православних душа које су међутим по државној статистици Мађари, док је само три Србина и један Румун. У месту има и Грка православаца којима је по одлуци угарског министра просвете припало црквено имање, али подвргнути су под духовну власт српског патријарха.
Године 1925. дописник београдског листа „Време” јавља из Мађарске да наводно нема ни једног више Србина у Сентешу, код Сегедина. Наша црква је остала напуштена, без свештеника, а парохијани нити знају српски нити се осећају Србима.
Почетком 21. века у месту је православно гробље, а налази се у јужном делу насеља, поред пута за Вашархељ. Ту су сахрањени сви православни и нарочито помађарени Румуни и Цинцари. Не зна се ко је власник тог гробља јер се још води спор. До краја Другог светског рата оно је било под јурисдикцијом Будимске српске епархије. Готови сви од 144 споменика исписани су на мађарском језику. На западном делу гробља су и споменици војника православаца који су погинули у Првом светском рату. Недостају стари споменици од 18. века, најстарији је из 1841. године.

## Партнерски градови
- Санкт Аугустин
- Карина
- Бачка Топола

## Галерија
- Панорама главног трга
- Палате на Кошутовом тргу
- Градска кућа Сентеша
- Евангелистичка црква
- Православна црква
- Градска синагога
- Градски парк